# سانبیم
سانبیم (انگلیسی: Sunbeam) شرکت لوازم خانگی آمریکایی است، که در سال ۱۸۹۷ تأسیس شد.